# Боренешть
Боренешть, Боренешті (рум. Borănești) — село у повіті Яломіца в Румунії. Входить до складу комуни Боренешть.
Село розташоване на відстані 47 км на північний схід від Бухареста, 61 км на захід від Слобозії, 140 км на південний захід від Галаца, 135 км на південний схід від Брашова.

## Населення
За даними перепису населення 2002 року у селі проживали 2032 особи.
Національний склад населення села:
| Національність | Кількість осіб | Відсоток |
| -------------- | -------------- | -------- |
| румуни         | 1347           | 66,3%    |
| цигани         | 684            | 33,7%    |

Рідною мовою назвали:
| Мова      | Кількість осіб | Відсоток |
| --------- | -------------- | -------- |
| румунська | 1397           | 68,8%    |
| циганська | 635            | 31,3%    |